# 唐朝奉天定难功臣列表
唐朝奉天定难功臣列表是一个关于唐朝奉天定难功臣号授予的列表。
武德元年（618年），唐高祖李渊称帝后，以定策元勋为「武德功臣」，以太原起兵将士为「太原元从」，对功臣、元从及其子孙给予各种优待。自此以后，每逢皇权遭遇危机或重大变动时，唐代统治者往往将功臣之号颁赐帮助匡正皇位的将士。例如唐玄宗唐隆元年平韦后之乱，有「唐元隆功臣」；唐肃宗至德元年即位灵武，有「灵武息从功臣」；代宗宝应元年平张皇后之乱，有「宝应功臣」，避蕃幸陕时又有「陕州元从」等。唐德宗建中、兴元年间，朝廷对割据藩镇连年用兵，引发泾原兵变，德宗出奔奉天，后被李怀光逼迫，逃往梁州。在此期间，德宗先后赐予息从人员「奉天定难功臣」、「元从奉天定难功臣」等名号。本表结合传世文献及出土墓志，列出唐德宗在位期间授予的奉天定难功臣及元从奉天定难功臣。

## 列表
| 姓名     | 称号                     | 官职                                                                                                   | 身份   | 出处 |
| -------- | ------------------------ | --- | ------ | --- |
| 李晟     | 奉天定难功臣             | 凤翔陇右泾源节度兼管内诸军及四镇北庭行营兵马副元帅                                                     | 武人   | 《旧唐书》卷133《李晟传》                                                                                                |
| 韩游瓌   | 奉天定难功臣             | 邠宁节度使                                                                                             | 武人   | 《旧唐书》卷144《韩游瓌传》                                                                                              |
| 朱忠亮   | 奉天定难功臣             | 泾源四镇节度使                                                                                         | 武人   | 《旧唐书》卷151《朱忠亮传》                                                                                              |
| 李鼂嵩   | 奉天定难功臣             | 左武卫将军                                                                                             | 武人   | 《新唐书》卷71《宗室世系表下》                                                                                           |
| 李尚芬   | 奉天定难功臣             | 左金吾卫大将军                                                                                         | 武人   | 《新唐书》卷71《宗室世系表下》                                                                                           |
| 王曜     | 定难功臣                 | 渭桥镇遏使                                                                                             | 武人   | 《旧五代史》卷22《王檀传》                                                                                               |
| 孟日华   | 奉天定难功臣             | 左神策将军                                                                                             | 武人   | 《册府元龟》卷134《帝王部·念功门》                                                                                       |
| 杜叔良   | 元从奉天定难功臣         | 朔方灵盐定远等城节度副大使知节度事                                                                     | 武人   | 《元稹集》补遗卷4《授杜叔良左领军卫大将军制》                                                                            |
| 王进岌   | 元从奉天定难功臣         | 右羽林大将军                                                                                           | 武人   | 《元稹集》卷38《王进岌可冀州刺史制》                                                                                     |
| 荆浦     | 奉天定难功臣             | 左龙武军宿卫                                                                                           | 武人   | 《元稹集》卷47《荆浦授左清道率府率制》                                                                                   |
| 王惠超   | 奉天定难功臣             | 左街副使                                                                                               | 武人   | 《元稹集》卷47《王惠超等授左清道率府率制》                                                                               |
| 陈宪忠   | 元从奉天定难功臣         | 柳州刺史                                                                                               | 武人   | 《元稹集》卷50《赠陈宪忠衡州刺史制》                                                                                     |
| 李演     | 奉天定难功臣             | 左卫上将军                                                                                             | 武人   | 《白居易集》卷50《李演赠太子少保制》                                                                                     |
| 陈日荣   | 奉天定难功臣             | 试殿中监                                                                                               | 武人   | 《白居易集》卷52《故奉天定难功臣陈日荣等可赠刺史制》                                                                     |
| 阎巨源   | 奉天定难功臣             | 羽林军统军                                                                                             | 武人   | 《白居易集》卷54《除阎巨源充邠宁节度使制》                                                                               |
| 论惟明   | 元从奉天定难功臣         | 鄜坊观察使                                                                                             | 武人   | 《文苑英华》卷454《唐朝臣振武节度、论惟明鄜坊观察使制》                                                                  |
| 浑瑊     | 元从奉天定难功臣         | 朔方河中晋绛邠宁庆等州兵马副元帅                                                                       | 武人   | 《文苑英华》卷886《浑瑊神道碑》                                                                                          |
| 王榮     | 奉天定难功臣             | 左龙武军大将军                                                                                         | 武人   | 《文苑英华》卷909《镇军大将军王荣神道碑》                                                                                |
| 李惟简   | 元从功臣                 | 神威军将军                                                                                             | 武人   | 《全唐文》卷565《李惟简墓志》                                                                                            |
| 刘某     | 兴元元从                 | 滕国公、赠开府                                                                                         | 武人   | 《全唐文补遗》辑3《刘士准墓志》                                                                                          |
| 杨万荣   | 奉天定难功臣             | 左神策军先锋使                                                                                         | 武人   | 《全唐文补遗》辑3《杨万荣墓志》                                                                                          |
| 徐思倩   | 奉天定难功臣             | 右龙武军宿卫                                                                                           | 武人   | 《全唐文补遗》辑3《徐思倩墓志》                                                                                          |
| 徐有信   | 元从奉天定难功臣         | 左神威军中护军孔目官                                                                                   | 武人   | 《全唐文补遗》辑3《徐思倩墓志》                                                                                          |
| 高光宪   | 奉天定难功臣             | 神威军押衙                                                                                             | 武人   | 《全唐文补遗》辑5《高氏墓志》                                                                                            |
| 高谅     | 元从奉天定难功臣         | 夏州军节度副使                                                                                         | 武人   | 《全唐文补遗》辑6《高谅墓志》                                                                                            |
| 王希迁   | 元从兴元元从             | 右神策军使营幕使                                                                                       | 宦官   | 《大唐贞元续开元释教录》卷17                                                                                             |
| 孟涉     | 奉天定难功臣             | 左神策军大将军知军事                                                                                   | 武人   | 《大唐贞元续开元释教录》卷17                                                                                             |
| 罗好心   | 奉天定难功臣             | 神策军正将（右神策军十将）                                                                             | 武人   | 《宋高僧传》卷2《唐洛京智慧传》；《大唐贞元续开元释教录》卷17                                                            |
| 张某     | 奉天定难功臣             | 右神策军副将专知苑内都巡官                                                                             | 武人   | 《关中金石文字存逸考》卷4《张公夫人王氏墓志》                                                                            |
| 张突     | 奉天定难功臣             | 右神策军副将                                                                                           | 武人   | 《唐代墓志汇编》贞元〇四三                                                                                               |
| 吕翊     | 奉天定难功臣             | 扶风镇遏使                                                                                             | 武人   | 《唐代墓志汇编》贞元〇五七                                                                                               |
| 刘昇朝   | 元从定难功臣             | 左金吾卫大将军                                                                                         | 武人   | 《唐代墓志汇编》贞元〇八〇；《唐代墓志汇编续集》贞元〇四〇                                                               |
| 臧晔     | 定难功臣                 | 朔方节度十将                                                                                           | 武人   | 《唐代墓志汇编》贞元〇八三                                                                                               |
| 臧昌裔   | 奉天定难功臣             | 河东节度兵马使同节度副使                                                                               | 武人   | 《唐代墓志汇编》贞元〇八三；《唐代墓志汇编续集》元和〇五八                                                               |
| 李良     | 兴元元从                 | 右神威军将军                                                                                           | 武人   | 《唐代墓志汇编》贞元一〇一                                                                                               |
| 邵才志   | 元从奉天定难功臣         | 冀王府亲事典军                                                                                         | 武人   | 《唐代墓志汇编》元和一三五                                                                                               |
| 赵萱     | 定难功臣                 | 试鸿胪卿                                                                                               | 武人   | 《唐代墓志汇编》元和一三九                                                                                               |
| 刘朝逸   | 奉天定难功臣             | 试殿中监、十将                                                                                         | 武人   | 《唐代墓志汇编》长庆〇〇九                                                                                               |
| 李承颜   | 奉天定难功臣             | 天威军正将                                                                                             | 武人   | 《唐代墓志汇编》大和〇八八                                                                                               |
| 杜某     | 奉天定难功臣             | 天威军正将                                                                                             | 武人   | 《唐代墓志汇编》大和〇八八                                                                                               |
| 王端     | 奉天定难随驾南朝元从功臣 | 右神策军散副将                                                                                         | 武人   | 《唐代墓志汇编》会昌〇三七                                                                                               |
| 王进     | 奉天定难功臣             | 右翊卫府中郎将                                                                                         | 武人   | 《唐代墓志汇编》大中一四八                                                                                               |
| 刘庭珍   | 兴元元从                 | 左骁卫大将军                                                                                           | 武人   | 《唐代墓志汇编》乾符〇〇二                                                                                               |
| 李清     | 兴元元从定难功臣         | 右神策军                                                                                               | 武人   | 《唐代墓志汇编》光化〇〇一                                                                                               |
| 雷希进   | 元从奉天定难功臣         | 右骁卫大将军                                                                                           | 武人   | 《唐代墓志汇编续集》贞元〇〇一                                                                                           |
| 雷希顺   | 元从奉天定难功臣         | 左龙武军宿卫                                                                                           | 武人   | 《唐代墓志汇编续集》贞元〇〇一                                                                                           |
| 梁昇卿   | 奉天定难功臣             | 左神武军使                                                                                             | 武人   | 《唐代墓志汇编续集》贞元〇〇二                                                                                           |
| 梁重晖   | 元从功臣                 | 右羽林军左司阶                                                                                         | 武人   | 《唐代墓志汇编续集》贞元〇〇二                                                                                           |
| 梁重鲸   | 元从功臣                 | 右神武军衙前将                                                                                         | 武人   | 《唐代墓志汇编续集》贞元〇〇二                                                                                           |
| 梁重鲭   | 元从定难功臣             | 左领军卫□州崇道府折冲                                                                                  | 武人   | 《唐代墓志汇编续集》贞元〇〇二                                                                                           |
| 李太清   | 奉天定难功臣             | 经略副使                                                                                               | 武人   | 《唐代墓志汇编续集》贞元〇二三                                                                                           |
| 杨光宪   | 奉天定难功臣             | 神威军使押衙                                                                                           | 武人   | 《唐代墓志汇编续集》贞元〇三三                                                                                           |
| 李秀琮   | 奉天定难功臣             | 左金吾卫将军员外置同正员                                                                               | 武人   | 《唐代墓志汇编续集》贞元〇三八                                                                                           |
| 夫蒙锽   | 元从奉天定难功臣         | 左神威军正将                                                                                           | 武人   | 《唐代墓志汇编续集》贞元〇五八                                                                                           |
| 朱庭玘   | 元从奉天定难功臣         | 左神武军宿卫                                                                                           | 武人   | 《唐代墓志汇编续集》元和〇一五                                                                                           |
| 张坦     | 兴元元从奉天定难功臣     | 右羽林军将军知军事                                                                                     | 武人   | 《唐代墓志汇编续集》元和〇二五                                                                                           |
| 董希逸   | 元从奉天定难功臣         | 右神武军大将军                                                                                         | 武人   | 《唐代墓志汇编续集》元和〇三四                                                                                           |
| 李元祐   | 元从奉天定难功臣         | 右神策军府□□使                                                                                         | 武人   | 《唐代墓志汇编续集》元和〇六〇                                                                                           |
| 康普金   | 奉天定难功臣             | 试光禄卿                                                                                               | 武人   | 《唐代墓志汇编续集》大和〇二〇                                                                                           |
| 杨旻     | 奉天定难功臣             | 右神策军右廿六将正将                                                                                   | 武人   | 《唐代墓志汇编续集》大和〇二二                                                                                           |
| 安⿱宀咅 | 奉天定难功臣             | 同关镇遏使                                                                                             | 武人   | 《唐代墓志汇编续集》乾符〇〇六                                                                                           |
| 司马傪   | 奉天定难功臣             | 明威将军                                                                                               | 武人   | 《唐代墓志汇编续集》开成〇〇一                                                                                           |
| 司马震   | 南朝元从功臣             | 宁远将军                                                                                               | 武人   | 《唐代墓志汇编续集》开成〇〇一                                                                                           |
| 赵兴     | 奉天定难功臣             | 上柱国                                                                                                 | 武人？ | 《唐代墓志汇编续集》大中〇五二；大中〇五三                                                                               |
| 荆崇礼   | 奉天元从定难功臣         | 左金吾卫大将军                                                                                         | 武人   | 《唐代墓志汇编续集》咸通〇七四                                                                                           |
| 李文皓   | 奉天定难功臣             | 左神策军同官镇遏先锋兵马使兼押衙、银青光禄大夫、检校太子詹事兼侍御史、上柱国、陇西县开国子、食邑五百户 | 武人   | 《唐故左神策军护军中尉兼左街功德使特进沛国公食邑三千户赠开府兼扬州大都督刘公夫人陇西李氏墓志铭并序》                     |
| 许耀卿   | 奉天定难功臣             | 骠骑大将军、行右卫大将军、兼御史大夫、上柱国、济南郡王                                                 | 武人   | 《故奉天定难功臣骠骑大将军行右卫大将军兼御史大夫上柱国济南郡王赠使持节澧州诸军事澧州刺史高阳许君墓志铭并序》             |
| 王自勤   | 奉天定难功臣             | 横山郡王                                                                                               | 武人？ | 《唐前庙斋郎京兆万府君亡妻太原王氏墓志铭并序》                                                                           |
| 李辅光   | 兴元元从                 | 河东监军使                                                                                             | 宦官   | 《唐代墓志汇编》元和〇八三                                                                                               |
| 朱某     | 兴元元从                 | 内侍伯员外置同正员                                                                                     | 宦官   | 《唐代墓志汇编》大和〇七九                                                                                               |
| 王英进   | 奉天定难南朝元从功臣     | 内弓箭库使                                                                                             | 宦官   | 《唐代墓志汇编》会昌〇三七                                                                                               |
| 雷彦芬   | 兴元元从                 | 内常侍                                                                                                 | 宦官   | 《唐代墓志汇编续集》贞元〇〇一                                                                                           |
| 骆明珣   | 兴元元从                 | 东渭桥监军                                                                                             | 宦官   | 《唐代墓志汇编续集》大和〇一七                                                                                           |
| 王明哲   | 兴元元从                 | 内谒者监                                                                                               | 宦官   | 《唐代墓志汇编续集》大和〇二五                                                                                           |
| 祁宪直   | 兴元元从臣               | 奉天监军                                                                                               | 宦官   | 《唐代墓志汇编续集》大和〇三四                                                                                           |
| 丁承义   | 奉天定难功臣、兴元元从   | 奚官局令员外置同正员                                                                                   | 宦官   | 《唐代墓志汇编续集》大和〇四七                                                                                           |
| 刘幽岩   | 奉天定难功臣、南朝元从   | 定远城监军                                                                                             | 宦官   | 《唐代墓志汇编续集》会昌〇〇九                                                                                           |
| 焦奉超   | 兴元元从                 | 内侍省内侍知省事                                                                                       | 宦官   | 《唐代墓志汇编续集》会昌〇一九                                                                                           |
| 牛义     | 元从奉天定难功臣         | 口味库使                                                                                               | 宦官   | 《唐代墓志汇编续集》咸通〇七四                                                                                           |
| 张尚进   | 元从兴元元从             | 右神威军护军                                                                                           | 宦官   | 《唐代墓志汇编续集》咸通〇八六                                                                                           |
| 孙文滔   | 奉天定难功臣             | 昭武校尉、守右清道率府率                                                                               | 宦官   | 《唐故元从京西步驿使朝议郎行内侍省内寺伯上柱国赐绯鱼袋孙府君墓志铭并序》                                                 |
| 唐英     | 元从奉天定难功臣         | 壮武将军                                                                                               | 宦官？ | 《大唐故淄青節度監軍使元從朝散大夫行內侍省內給事員外置同正員上柱國賜紫金魚袋廣平郡宋公夫人封清河縣君夫人張氏墓誌銘并序》 |